# Good to Go
Good to Go is een nummer van de Nederlandse band Miss Montreal uit 2015. Het is de vijfde en laatste single van hun vierde studioalbum Irrational.
Het nummer werd een klein hitje in Nederland, met een 8e positie in de Tipparade.